# Tomasz Bartłomiej Otrębski
Tomasz Bartłomiej Otrębski (ur. 24 sierpnia 1946 w Zabrzu) – polski działacz społeczny, prawnik, muzealnik i antykwariusz. Od 1988 roku Prezes Zarządu Fundacji imienia Tadeusza Kościuszki w Krakowie.

## Wykształcenie
Matura w Liceum Ogólnokształcącym nr 4 w Gliwicach w 1964 r. Obronił pracę magisterską na wydziale prawa Uniwersytetu Jagiellońskiego w Krakowie w 1971 r. Ukończył Podyplomowe Studium Sprawiedliwości UJ w Krakowie w 1980 r. oraz Podyplomowe Studium Muzeologii UJ w Krakowie w 1986 r.
Złożył egzamin sędziowski w SW w Krakowie w 1976 r. Uzyskał uprawnienia radcy prawnego w 1983 r. i w biegłego sądowego z zakresu militariów i falerystyki w 2004 r.

## Życie prywatne
Rodzice: Kazimierz Otrębski (1910-2001) inżynier – dyrektor górniczy III stopnia oraz Maria z domu Herbst (1920-2011). Brat: Antoni Otrębski (ur. 1949). Dziadek Antoni Otrębski (ur. 1872) wywieziony z Zagłębia, zmarł w Irkucku (Rosja) w 1913 r, a dziadek Jan Herbst (ur. 1895) został zamordowany przez UPA w Borysławiu w 1942 r.
Z małżeństwa z Krystyną z domu Neugebauer – filolog (ur. 1946) syn Krzysztof – prawnik (ur. 1972) i córka Ewa Bauer – pisarka (ur. 1977)
Z małżeństwa z Jadwigą z domu Gryniuk – filolog (ur. 1956) – córka Kinga (ur. 1996).

## Życie zawodowe
W latach 1971–1980 radca prawny Okręgowego Zarządu Zakładów Karnych w Krakowie. Od 1980 do 1982 Z-ca Dyrektora Młodzieżowego Centrum Kultury w Krakowie, w 1983 – radca Okręgowej Komisji Arbitrażowej w Krakowie i delegat na I Krajowy Zjazd Radców Prawnych. Od 1984 do 1991 Główny Inwentaryzator i z-ca dyrektora w krakowskim Muzeum Narodowym, Muzeum Lenina i Muzeum Historii Fotografii, a w 2007 r., przed przejściem na emeryturę, w Muzeum Armii Krajowej. W latach 1992–1998 rzeczoznawca i kierownik salonu Militaria w PP „DESA” w Krakowie. Od 1998 r. prowadzi własny salon „Antyki-Militaria” w Krakowie.

## Działalność społeczna
Od wczesnych lat młodzieńczych jest kolekcjonerem pamiątek historycznych, w szczególności militariów, z których organizował wystawy oraz przekazywał je w darze placówkom muzealnym. Po ukończeniu Szkoły Oficerów Rezerwy, początkowo jako podchorąży, a następnie podporucznik WP, latach 1972-1994 był członkiem Zarządu Klubu Oficerów Rezerwy Ligi Obrony Kraju Dzielnicy Krowodrza w Krakowie i zorganizował ze swoich zbiorów 10 okolicznościowych wystaw historycznych. W latach 1975–1979 był członkiem Krakowskiego Obywatelskiego Komitetu Ochrony Pomników Walki i Męczeństwa i w tym czasie zainicjował i wyposażył w Krakowie 10 szkolnych Izb Pamięci Narodowej. Jego autorska wystawa „Po wieki Kraków nie zapomni” otrzymała Nagrodę Ministra Kultury i Sztuki II stopnia w konkursie na najciekawsze wydarzenie muzealne roku 1987. Zorganizował kilkanaście wystaw w Wojskowym Ośrodku Kultury w Krakowie i Muzeum Czynu Zbrojnego Związku Bojowników o Wolność i Demokrację w Krakowie Nowej Hucie, gdzie podarował, między innymi, unikalny sztandar z I powstania śląskiego w 1919 r. W 1990 r., wspólnie z Jerzym Wesołowskim ze Związku Żołnierzy Armii Krajowej zorganizował wystawę „Nasza droga do Niepodległości”, która zainicjowała powstanie Muzeum Armii Krajowej w Krakowie.
W 1994 r. z jego inicjatywy powstało Muzeum Krakowskiego Okręgu Wojskowego, które wyposażył w większość eksponatów. Od 1969 r. jest członkiem Stowarzyszenia Miłośników Dawnej Broni i Barwy, a od 1995 r. członek jego Zarządu Głównego. W ramach Stowarzyszenia wygłosił szereg prelekcji o militariach wraz z prezentacją historycznych eksponatów.
W latach 2001–2009 był członkiem władz Stowarzyszenia Antykwariuszy Polskich, propagując historię militariów w szkołach i innych placówkach wychowawczych. W 2003 wystąpił z inicjatywą wzniesienia w Przemyślu Kurhanu – Pomnika Wdzięczności „Ukraińcom – Przyjaciołom Polaków w latach 1943-1946” którzy ocalili życie tysiącom Polaków zagrożonym represjami ze strony Ukraińskiej Powstańczej Armii (UPA). Od 2008 r., już jako kapitan WP w stanie spoczynku, jest wiceprezesem Małopolskiego Wojewódzkiego Zarządu Związku Żołnierzy Wojska Polskiego, prowadząc prezentacje militariów na imprezach wojskowych i cywilnych. Od 2010 r. wchodzi w skład Prezydium, a następnie Komisji Rewizyjnej Okręgu Małopolska Światowego Związku Żołnierzy Armii Krajowej. Współpracuje z Muzeum Armii Krajowej w Krakowie, użyczając eksponatów na wystawy czasowe i ekspozycję stałą. W 1988 r. powołał do życia Fundację imienia Tadeusza Kościuszki w Krakowie, której celem jest propagowanie tradycji kościuszkowskiej, badanie i popularyzowanie historii Wojska Polskiego. Od tego czasu zorganizował kilkadziesiąt wystaw historycznych oraz przekazał w darze różnym placówkom kilka tysięcy eksponatów.
Dąży do utworzenia Małopolskiego Muzeum Busoli im. płk Jana Bezarda, upamiętniającego sylwetkę twórcy najbardziej znanej w świecie busoli magnetycznej, który urodził się w swoim majątku pod Brzeskiem. Współpracuje także z innymi organizacjami kościuszkowskimi w Polsce i za granicą oraz z Muzeum przy Kopcu Kościuszki w Krakowie.

## Ważniejsze wyróżnienia
- Złota Odznaka „Za opiekę nad zabytkami” – 1975
- Odznaka honorowa „Zasłużony dla Kultury Polskiej” – 2008
- Kustosz Tradycji, Chwały i Sławy Oręża Polskiego – 2009
- Złoty Medal „Opiekun Miejsc Pamięci Narodowej” – 1980
- Odznaka „Honoris Gratia” – 2006
- Złoty Krzyż Zasługi – 2008
- Medal „Pro Memoria” – 2009
- Złoty Medal „Za zasługi dla obronności kraju” – 2015
- Medal Komisji Edukacji Narodowej – 2009
- Brązowy Medal „Zasłużony Kulturze Gloria Artis” – 2013[1]
- Medal "Pro Patria" - 2019
- Złoty Krzyż z Gwiazdą Związku Żołnierzy WP - 2018
- Order Wojskowy św. Sebastiana, komandoria, Portugalia (odznaczenie prywatne) – 2018

## Publikacje
- Bagnety europejskie 1807-1945, Kraków 1981.
- Bagnety europejskie 1807-1945, II wydanie, Kraków 1993.
- Kościuszko 1893-1895, Kraków 1994.
- Manierki, noże oraz bagnety europejskie, Kraków 2004.
- Manierki żołnierza polskiego 1914-1945, Kraków 2006.
- Wojskowe busole polowe, Kielce 2007.
- Maski przeciwgazowe 1916-1945, Bełchatów 2009.